# Federação de Futebol de Timor-Leste
A Federação de Futebol de Timor-Leste (FFTL) é a organização responsável pela gestão do futebol no país lusófono. Foi criada em 2002 para gerir, promover e divulgar o futebol em Timor-Leste, tendo filiado-se à Confederação Asiática de Futebol no mesmo ano.
Ela é responsável por organizar o Campeonato Timorense e a Seleção Timorense de Futebol. É composta por 14 associações regionais, que representam os municípios de Timor-Leste, sendo equivalentes às federações estaduais de futebol no Brasil.

## História
Muitas marcas foram deixadas pelos colonizadores portugueses em Timor-Leste e o futebol é uma delas. A paixão pelo desporto-rei era reconhecida e quando foi declarada a independência do país em 2002, os timorenses criaram sua federação local. Em setembro de 2005, ela foi admitida como o ducentésimo sexto membro da Federação Internacional de Futebol (FIFA), tornando-se a nona seleção de língua portuguesa filiada à organização do futebol mundial.
No entanto, no final de 2013, a Federação de Timor-Leste foi dissolvida pela FIFA, dadas as alegações de corrupção e suborno que pesavam sobre seu então presidente Francisco Lay Kalbuadi. A FFTL ficou suspensa por cerca de noventa dias e em seu lugar foi criado o Conselho Nacional de Futebol, encarregado de criar um novo campeonato timorense.
Em fevereiro de 2017, um novo escândalo marcou a organização: o uso de jogadores brasileiros com documentos de naturalização irregulares nas partidas oficiais da seleção nacional. Foram vinte e nove jogos sob a jurisdição da AFC - nomeadamente na qualificação para a Taça da Ásia de 2019 (na qual Timor-Leste foi afastado) e sete jogos sob a jurisdição da FIFA, nomeadamente nas Eliminatórias do Campeonato Mundial de Futebol FIFA de 2018, nas quais a seleção foi eliminada. Como punição, todas as partidas foram invalidadas.
Entre 2018 e 2022, a Federação Timorense encontrou-se suspensa da AFC e impedida de disputar a qualificação para a Taça da Ásia de 2023. No entanto, a suspensão não estendeu-se para jogos organizados pela AFF e pela FIFA. Em fevereiro de 2022, Francisco Geronimo foi reeleito presidente da FFTL para um segundo mandato, de 2022 a 2024.
Em janeiro de 2024, a FFTL realizou o seu 9º congresso, com a presença de observadores da FIFA, AFC e AFF. No entanto, um dos objetivos da reunião, a eleição do novo presidente para o mandado 2024-2026, foi suspensa para data posterior. O impasse persistiu ao longo de todo o ano, com a eleição do novo presidente sendo realizada apenas no 10º congresso da entidade, realizado em 11 de janeiro de 2025. Na ocasião, Nilton Gusmão dos Santos foi o escolhido para comandar o futebol nacional.

## Presidentes
- Francisco Kalbuadi Lay (2002–2012)
- Egas Alves (2012) ad interim
- Francisco Kalbuadi Lay (2013–2017)
- Francisco Geronimo (2017–2024)
- Falur Rate Laek (2024) ad interim[11]
- Nilton Gusmão dos Santos (2025–presente)

## Competições organizadas
Além de organizar o campeonato nacional, a federação realiza junto com a Liga Futebol Timor-Leste outras competições nacionais.

### Liga Futebol
| Competição       | Edição atual | Última edição | Atual campeão                         |
| ---------------- | ------------ | ------------- | ------------------------------------- |
| Primeira Divisão | 2024-25      | 2022-23       | Karketu Dili F.C. (3º título)         |
| Segunda Divisão  | 2024-25      | 2022-23       | DIT FC (2º título)                    |
| Terceira Divisão | 2025         | 2019          | Emmanuel FC / A.S. Marca (Promovidos) |
| Liga Feminina    | 2025         | 2023-24       | Sport Laulara e Benfica (2º título)   |

### Copas Nacionais
| Competição             | Edição atual | Última edição | Atual campeão                 |
| ---------------------- | ------------ | ------------- | ----------------------------- |
| Supertaça Liga Futebol | 2025         | 2019          | FC Lalenok United (1º título) |
| Taça 12 de Novembro    | 2025         | 2020          | FC Lalenok United (2º título) |
| Copa FFTL              | 2024         | 2020          | São José FC (1º título)       |